# Huiduitslag
Huiduitslag is een zeer algemene aanduiding voor niet-aangeboren, min of meer gegeneraliseerde (niet op 1 plaats voorkomende) afwijkingen van de huid waarbij deze roodheid en/of vlekjes of verhevenheden vertoont, meestal als manifestatie van een inwendige ziekte of afwijking. Zie voor de beschrijving van een huiduitslag Morfologie huidafwijkingen.
Huiduitslag kan door onnoemelijk veel oorzaken worden opgeroepen. Belangrijke groepen zijn:
- allergisch
  - atopisch eczeem
  - geneesmiddelexantheem
  - netelroos
- infectieus
  - bacterieel
    - impetigo
    - lues

  - viraal
    - waterpokken
    - rodehond
    - pityriasis rosea

  - schimmel/gistinfectie
    - intertrigo
    - pityriasis versicolor
- stollingsafwijkingen
  - petechiën
  - purpura
- auto-immuun
  - psoriasis
  - lupus erythematodes
- anders/onbekend
  - seborroïsch eczeem

Dit zijn slechts een paar voorbeelden; een volledige lijst zou bij wijze van spreken zo omvangrijk zijn als een leerboek dermatologie.